# 克里斯蒂·布琳克莉
克里斯蒂·布琳克莉（英語：Christie Brinkley，1954年2月2日—，本名克里斯蒂·李·修德森）是美國 模特兒 和女演员。布琳克莉得到享譽全球的聲譽,是自1970年代晚期到1981年，連續三期榮登運動畫刊泳裝特輯的封面。她擔任封面女郎 二十五年的代言（堪稱史上最長期的模特兒化妝品合約），她曾經登上500家雜誌封面，而且和主要品牌簽約—包括時尚的和非時尚的。
布琳克莉持續從事演員、插畫家、電視名人、攝影師、作家、設計師，以及人權、動物權利及環境的維權人士。
布琳克莉曾經有過4次婚姻，最著名的是和音樂家比利‧喬爾，她出現在他的數部音樂錄影帶中。她的第四次婚姻，是嫁給建築師彼得‧庫克，於2008年離婚。
職業生涯橫跨三十多年，Allure、花花公子以及 男士健康都讚譽布琳克莉是有史以來最有魅力女性之一。

## 早期生活
布琳克莉出生於美國密西根州門羅縣，本名克里斯蒂•李•修德森,是馬喬莉和赫伯特•修德森的女兒。她和家人搬到加州 洛杉磯卡諾加公園, 她母親馬喬莉在洛杉磯貝萊爾遇到電視編劇 唐布林克利並嫁給他。唐收養克里斯蒂和她哥哥格雷戈里•唐納德•布林克利。這段時間，他們一家人住在 加州馬里布 ，之後搬到洛杉磯附近 洛杉磯布蘭特伍德。
1973年畢業後,她搬到法國巴黎學習藝術.

### 興趣
布琳克莉支持 動物權利, 特別是透過善待動物組織 PETA,之前曾發聲抗議 玲玲馬戲團.她13歲開始吃素,並讓全家人也轉變成為素食者。